# Koaksialni kabel
Koaksialni kabel je tip kabla, namenjen prenosu visokofrekvenčnih signalov. Sestavljen je iz električnega vodnika v notranjosti, ki ga obdaja izolacija, zatem sledi pleteni oklep iz električnega prevodnika in na koncu še plast iz odporne plastike za zaščito.
Pasovna širina koaksialnega kabla je odvisna od kakovosti uporabljenih materialov, dolžine kabla, ukrivljenosti in kakovosti podatkovnega signala. Impendanca je notranja zaključna navidezna upornost. Impedanca je pomembna za prilagoditev oddajnika in sprejemnika, ki za uspešen prenos potrebujeta enako impendanco kot koaksialni kabel. Za prenos podatkov v internetu se uporablja 75-ohmski koaksialni kabel.